# Malik Šah I.
Džalal Ad Davlah Malik Šah ali preprosto Malik Šah (perzijsko  ملکشاه‎ [Malikšah], arabsko (celo ime)  معز الدنيا والدين جلال الدولة حسن ملكشاه‎ [Muizz ad-Dunya wa ad-Din Jalal ad-Dawlah Hasan Malik-Shah ibn Muhammad]), seldžuški sultan, * 1055, † 19. november 1092, Bagdad, Irak.
Malik Šah je bil seldžuški sultan od leta 1072 do svoje smrti v letu 1092. Čeprav je bil Turek, je njegovo ime kombinacija arabske (malik) in perzijske besede (šah) za kralja.
Sultanat je nasledil po svojem očetu, Alp Arslanu, ki je porazil Bizantince v bitki pri Manzikertu. Leta 1079 je uvedel ti. iranski koledar. Seldžuško moč je na račun egiptovskih Fatimidov razširil v Sirijo in v Edesi, Alepu in Damasku ustoličil lastne sultane. 
O smrti njega in njegovega vezirja Nizama Al Mulka govorijo medsebojno nasprotujoča si poročila. Slednji naj bi bil umorjen 10. ramadana 1092 med potovanjem iz Isfahana v Bagdad. Književna dela, med njimi Alamut, pripovedujejo, da ga je do smrti zabodel pripadnik ločine asasinov blizu Nehavanda v Perziji.
Drugo poročilo pravi, da je Nizama na skrivaj umoril Malik Šah v boju za oblast. Nato so vezirja maščevali njegovi zvesti služabniki, člani skupine nizamijahov.
Po tretji različici je sultan v svoji palači pripravil pogovor med suniti in šiiti, da bi dobil odgovore na nekaj vprašanj. Razprava se je končala tako, da so šiiti sultana in vezirja, ki sta bila dotlej pripadnika šafijske šole sunitskega islama, prepričali v prostovoljno spreobrnitev k šiitskemu nauku. To je med nekaterimi vnetimi suniti vzbudilo jezo, ki se je končala z umorom tako sultana kot vezirja. To poročilo se pojavlja v delu Mugatila Ibn Bakrija, pripadnika nizamijahov, ki je bil poleg tega tudi Nizamov zet.
Po Malik Šahovi smrti je seldžuški sultanat razpadel na več manjših državic, ki so si več ali manj medsebojno nasprotovale. V Anatoliji ga je tako nasledil Kılıç Arslan I., v Perziji Mahmud I. in v Siriji Malik Šahov brat Tutuš I. Ta neenotnost med seldžuškimi državami je omogočila nepričakovani uspeh prvega križarskega pohoda, ki se je začel kmalu zatem, leta 1096.